# Le Garçon sauvage
Le Garçon sauvage is een Franse film van Jean Delannoy die werd uitgebracht in 1951.
Het scenario is gebaseerd op de gelijknamige roman (1950) van Édouard Peisson.

## Samenvatting
Marie is een mooie vrouw die in Marseille het oudste beroep ter wereld uitoefent. Ze heeft haar zoontje Simon op prille leeftijd toevertrouwd aan Gilles, een herder die op het Provençaalse platteland woont. Ze heeft hem sinds lang niet meer gezien.
Wanneer Simon twaalf jaar oud is gaat ze hem opzoeken. Ze is zo ontroerd dat ze beslist dat het tijd is om hem mee te nemen naar Marseille. Daar hebben ze het goed met elkaar, ook al ontdekt Simon vrij vlug welk beroep zijn moeder uitoefent. 
Hij is echter diep ontgoocheld als zijn moeder verliefd wordt op meneer Paul, die ondanks zijn stijlvol voorkomen, al gauw een lui, lafhartig en hebzuchtig individu blijkt te zijn. Simon heeft een aanvaring met hem en begint hem te haten. Er ontstaan meningsverschillen tussen hem en zijn moeder die verblind is door de liefde. 

## Rolverdeling
| Acteur             | Personage                             |
| ------------------ | ------------------------------------- |
| Pierre-Michel Beck | Simon, de 'wilde jongen'              |
| Madeleine Robinson | Marie                                 |
| Franck Villard     | Paul, de man op wie Marie verliefd is |
| Edmond Beauchamp   | Gilles, de herder                     |
| Henri Vilbert      | François, de kapitein                 |
| René Génin         | de eerste klant van Marie             |
| Henri Arius        | Victor, de cafébaas                   |
| Fernand Sardou     | de politie-inspecteur                 |
| Dora Doll          | een van de 'vriendinnen' van Paul     |
| Nicolas Amato      | de medeplichtige                      |
| Fransined          | de kapper                             |
| Albert Duvaleix    | de meneer van de taxi                 |
| Raphaël Patorni    | Luccioni, de Corsicaan                |